# Marcus Andrew Hurttig
Marcus Andrew Hurttig (* 1974 in Langen) ist ein deutscher Kunsthistoriker, Kurator und seit 1. März 2024 Leiter des Museums im Kulturspeicher Würzburg.

## Leben
Marcus Andrew Hurttig studierte von 1994 bis 2009 Kunstgeschichte, Byzantinische Kunstgeschichte und Vergleichende Literaturwissenschaft an der Johannes Gutenberg-Universität in Mainz und an der University of East Anglia in Norwich. Er promovierte mit der Dissertation Caravaggios 'Ungläubiger Thomas': eine ikonographische Untersuchung. Von 2002 bis 2009 arbeitete er als freier Wissenschaftler an der Hamburger Kunsthalle. Von 2009 bis 2011 war er wissenschaftlicher Volontär in der Kunsthalle.
Dort kuratierte er u. a. die Ausstellung zu Ernst Ludwig Kirchner 2010 (zusammen mit Ulrich Luckhardt). 2011 rekonstruierte er die ursprünglich im Jahr 1905 von Aby Warburg als Illustration seiner Pathosformel verwendeten Kunstwerke in der großen Ausstellung Die entfesselte Antike: Aby Warburg und die Geburt der Pathosformel in Hamburg, die 2012 auch im Wallraf-Richartz-Museum in Köln gezeigt wurde. 2013 fand diese Ausstellung unter dem Titel Antiquity Unleashed: Aby Warburg, Dürer and Mantegna in der Courtauld Gallery in London statt. Von 2011 bis Ende 2023 war er im Museum der bildenden Künste Leipzig als festangestellter Kurator für moderne und zeitgenössische Kunst tätig. Hier konnte er 2016 in Anlehnung an sein Warburg-Projekt mit Albert von Zahn: Grenzgänger zwischen Kunst und Wissenschaft eine wissenschaftsgeschichtliche Ausstellung realisieren, die u. a. neue Forschungsergebnisse zum Dresdner Holbeinstreit lieferte.
Befragt zu seinen Plänen für das Museum im Kulturspeicher äußerte sich Hurttig in einem Interview: „Die Stadtgesellschaft soll in uns ein Museum vorfinden, das das komplette Möglichkeitsspektrum von Kunst anbietet – ob das der erweiterte Kunstbegriff der Gegenwart ist oder der Kunstbegriff des 19. Jahrhunderts. Ich sehe uns nicht ausschließlich als Kompetenzzentrum für konkrete Kunst.“ Als Beispiele möglicher neuer Ausstellungen nennt Hurttig neue Sichtweisen auf die Künstlerinnen Gertraud Rostosky und Emy Roeder, eine Auseinandersetzung mit der städtischen Sammlung des Museums und die Vernetzung innerhalb Würzburgs als Kulturort.

## Kuratorische Arbeit im Museum der bildenden Künste Leipzig (2011 bis 2023)
Als Alfred Weidinger 2017 als Leiter im Museum für bildende Künste Leipzig tätig wurde, brachte er viele neue Ideen ein, die zu interessanten Ausstellungen führten: „Mehrere Ausstellungen liefen und laufen parallel und zeitversetzt im gesamten Haus, in den verschiedenen Stockwerken, auf unterschiedlichen Ebenen und in den sieben 16 Meter hohen Hallen, mit einer ebenso hohen Dichte an Vernissagen und Veranstaltungen.“ Durch seine Intervention erzielte das Museum im Jahr 2019 das bisher beste Besuchsergebnis in einem Jahr, und konnte die Besucherzahlen auf 200.000 Besucher verdoppeln. Weidinger motivierte seine Mitarbeiter auch, indem er ihnen neue Verantwortungen übertrug: „Ich habe eigene Ideen wie Michael Riedel oder 'Impressionismus in Leipzig' realisiert. Er hat mir Projekte übergeben. Ich durfte alles selber machen. Er hat mir vertraut. Ich war frei. Das hat mir gut gefallen“, so Marcus Andrew Hurttig.
Besonders die vielfältigen digitalen und analogen Möglichkeiten der Kunstvermittlung jenseits der reinen Präsentation von Bildwerken faszinieren Hurttig. Die Ausstellung zum Impressionismus in Leipzig von 1900 bis 1914 wurde z. B. angereichert durch alte Tageszeitungsberichte aus allen Sparten, die so ein umfangreiches Hintergrundwissen über diese Zeitspanne vermittelten. Für Klinger 2020 erstellte Hurttig als digitales Medium ein Display mit weiterführenden Informationen. Den Besuchern der Ausstellung Bilderkosmos Leipzig 1905–2022 (2022) standen Tablets zur Verfügung, auf denen sie Vorschläge einreichen konnten, welche Werke denn ihrer Meinung nach noch in diesen Zyklus aufgenommen werden sollten. Langfristig sollte hier ein Bilderkosmos Leipzig entstehen, in welchem die Reaktionen der Besucher berücksichtigt werden sollten.

### Nachwuchsförderungsprojekt: Connect Leipzig # 1 und # 2
2018 konnte Hurttig die Idee für eine Ausstellungsreihe, die Leipziger Nachwuchs-Künstler im Museum vorstellen sollte, realisieren: Connect Leipzig. Bewerben konnten sich Künstler, die zu dem Zeitpunkt nicht älter als 32 Jahre waren und einen Bezug zu Leipzig hatten. Als künstlerische Medien waren Malerei, Fotografie, Druckgrafik, Zeichnung, Skulptur, Installation, Medienkunst und Performance akzeptiert. Eine Jury, der auch Hurttig angehörte, wählte dann zehn Künstler aus. Sie konnten ihre Arbeiten jeweils einen ganzen Monat lang im so genannten Zündkerzen-Hof im Erdgeschoss des Museums präsentieren, jeden Monat wurde ein anderer Nachwuchskünstler vorgestellt. Die erste Connect Leipzig-Ausstellung fand vom 14. März 2018 bis 24. März 2019 statt. Der große Erfolg dieser Ausstellung bewirkte, dass das Projekt als Biennale weitergeführt wurde. Connect # 2 mit acht Nachwuchskünstlern fand dann pandemiebedingt erst mit einem Jahr Verspätung 2021 statt.

### RE–Connect. Kunst und Kampf im Bruderland
Die Ausstellung fand vom 18. Mai bis zum 10. September 2023 statt. Die Anregung zu diesem Ausstellungskomplex kam von Sithara Weeratunga, der damaligen Agentin des Museums, die zuständig für Diversität war. Zentrale Idee war, anhand des Mikrokosmos der Stadt Leipzig zu recherchieren, wie migrantische Künstler in der DDR gelebt hatten, ob sie zurückgingen in ihre Heimatländer oder in Leipzig blieben, wie ihre Kinder hier aufwuchsen, welche Themen migrantische Künstler in Leipzig beschäftigte etc. Stichwort war laut Marcus Andrew Hurttig: Das Globale im Lokalen (zu) suchen: „Ich glaube, der große Unterschied im Vergleich zu anderen Ausstellungen, die sozusagen sich um die Perspektiven des globalen Südens bemühen, und entsprechende Künstlerinnen ausstellen, ist der, dass wir im Lokalen ja das Globale suchen und gefunden haben. Also, es ist ja nicht so, dass wir Künstlerinnen aus dem Ausland eingeflogen haben, um hier Positionen sichtbar zu machen, die wir nicht kennen. Sondern, unser Ansatz war – der hat mich sehr motiviert eigentlich – innerhalb des Mikrokosmos Leipzig mit Ausstrahlungen nach Dresden, Halle und Berlin zu schauen: Wer ist hier sozusagen als migrantischer Künstler tätig? und die wollen wir ausstellen, weil das sozusagen auch unser Grundnarrativ war für die Ausstellung.“ Hierfür arbeiteten die Kuratoren u. a. mit Organisationen wie dem Verein Frauenkultur Leipzig, dem Verband binationaler Familien und Partnerschaften und dem Verein der Vietnamesen Leipzig e. V. zusammen, die weiterführende Informationen in Form von Broschüren bereitstellten. Die Ausstellung ging mit einem umfangreichen Begleitprogramm zu rassistischen Erfahrungen von Migranten in der DDR und zur Erinnerungskultur einher. Auch veranstaltete das Museum eine Podiumsdiskussion zum Thema (Why) have there been no great migrant artists?!.
Der deutsche Zweig des internationalen Kunstkritikerverbands AICA wählte RE-Connect Leipzig: Kunst und Kampf im Bruderland zur Ausstellung des Jahres 2023 und lobte [...] die intensive, diskursfreudige sowie auch emotional berührende Aufarbeitung der internationalen (Kunst)-Beziehungen der DDR.

## Kuratierte Ausstellungen im Museum der bildenden Künste Leipzig (Auswahl)
- 2014: Herz, Reiz & Gefühl (Jubiläumsausstellung zum 250-jährigen Bestehen der Hochschule für Grafik und Buchkunst Leipzig)[20]
- 2014: Atelier Schützengraben. Max Beckmann, Hans Alexander Müller und Alfred Frank zeichnen den I. Weltkrieg[21]
- 2017: Nolde und die Brücke (später im Jahr 2017 auch in der Kunsthalle zu Kiel gezeigt)[22][23]
- 2019: Impressionismus in Leipzig 1900–1914 (dreiteilige Ausstellung): Max Liebermann, Max Slevogt, Lovis Corinth[12]
- 2021: Martin Kippenberger: Metro-Net[24]
- 2022: Bilderkosmos Leipzig 1905–2022[14]

## Kataloge zu Ausstellungen (Auswahl)
- Günther Gercken, Marcus Andrew Hurttig, David Klemm (Hrsg.): Kirchner: Katalog zur Ausstellung in der Hamburger Kunsthalle, 2010/2011. Hachmann-Edition, Bremen 2010, ISBN 978-3-939429-84-5.
- Marcus Andrew Hurttig, Thomas Ketelsen (Hrsg.): Die entfesselte Antike. Aby Warburg und die Geburt der Pathosformel.: Zur Ausstellung im Wallraf-Richartz-Museum Köln und in der Hamburger Kunsthalle. Walther König, Köln 2012, ISBN 978-3-86335-151-9.
- Marcus Andrew Hurttig, Hans-Werner Schmidt (Hrsg.): Atelier Schützengraben: Max Beckmann, Hans Alexander Müller und Alfred Frank zeichnen den Ersten Weltkrieg. Wasmuth Verlag, Berlin 2014, ISBN 978-3-8030-3367-3.
- Marcus Andrew Hurttig, Alfred Weidinger (Hrsg.): Impressionismus in Leipzig 1900-1914: Liebermann, Slevogt, Corinth. Katalog zu den Ausstellungsequenzen im Museum der bildenden Kunst im Leipzig. Seemann Henschel, Leipzig 2019, ISBN 978-3-86502-425-1.
- Marcus Andrew Hurttig, Alfred Weidinger (Hrsg.): Connect Leipzig. Museum für bildende Künste Leipzig, Leipzig 2020, ISBN 978-3-86060-046-7.
- Marcus Andrew Hurttig, Jeannette Stoschek (Hrsg.): Norbert Wagenbrett: Vor den Masken. Museum der bildenden Künste Leipzig, 2020, ISBN 978-3-86060-049-8.
- Museum für bildende Künste Leipzig, Marcus Andrew Hurttig, Stefan Weppelmann (Hrsg.): Martin Kippenberger. METRO-Net. Spector Books, Leipzig 2021, ISBN 978-3-95905-484-3.
- Museum für bildende Künste Leipzig, Marcus Andrew Hurttig, Stefan Weppelmann (Hrsg.): Connect Leipzig # 2. Hirner, München 2022, ISBN 978-3-7774-3783-5.
- Marcus Andrew Hurttig, Sithara Weeratunga (Hrsg.): Re-Connect: Kunst und Kampf im Bruderland – Art and Conflict in Brotherland. Hirner, München 2023, ISBN 978-3-7774-4113-9 (deutsch, englisch).

## Publikationen
- Marcus Andrew Hurttig: Caravaggios 'Ungläubiger Thomas': Eine ikonographische Untersuchung. (Saecula spiritalia). Valentin Körner, Baden-Baden 2014, ISBN 978-3-87320-448-5.